# 中国フジパン
株式会社中国フジパン（ちゅうごくふじぱん）は、岡山県倉敷市に本社を置く製パンメーカー。

## 概要
フジパングループの子会社として主に中四国地方においてパンの製品を製造販売している企業である。昭和37年に瀬戸内製パン株式会社として設立、主に学校給食向けのパンを製造していた。昭和56年1月、フジパンと業務提携、社内にフジパン岡山販売部が開設された。その後フジパンの傘下に入り、完全子会社となり中国フジパンに改称された。平成18年5月、株式会社四国フジパンを吸収合併した。
事業所
- 本社： 岡山県倉敷市中庄3185
- 四国事業所： 愛媛県西条市ひうち字西ひうち3-12

## 株式会社四国フジパン
株式会社四国フジパン（しこくフジパン）は、かつて存在した製パンメーカー。愛媛県西条市に本社を置いていた。フジパングループの関連会社として主に四国地方においてフジパンの製品を製造販売していた。
かつて愛媛県八幡浜市にあった協同組合のハチキョーベーカリーを1980年代後半に吸収し、それまでフジパングループが進出していなかった同県南予地方や高知県にも販路を拡大した。
2006年5月、株式会社中国フジパンに吸収合併され解散した。
本社
- 愛媛県西条市ひうち字西ひうち3-12